# L'isola del drago
L'isola del drago (Tehanu) è un romanzo fantasy di Ursula K. Le Guin, il quarto dei cinque romanzi del ciclo di Earthsea, pubblicato da Atheneum nel 1990. È stato tradotto in italiano da Riccardo Valla per Longanesi nel 1992.
Il romanzo ha vinto nel 1990 il premio Nebula come miglior romanzo e nel 1991 il premio Locus come miglior romanzo fantasy.

## Trama
La trama è una continuazione del romanzo precedente La spiaggia più lontana.
L'ex arcimago Ged, ormai privo di poteri in seguito alla sua ultima missione, viene riportato alla nativa isola di Gont dal drago Kalessin. Qui viene soccorso da Tenar, la protagonista del secondo libro del ciclo, Le tombe di Atuan, che da anni vive in anonimato sull'isola. Ged viene curato da Tenar ma dopo qualche settimana si allontana per evitare di essere ricontattato dal re e dai suoi vecchi colleghi.
Insieme a Tenar vive Therru, una bambina sopravvissuta dopo essere stata gettata nel fuoco dal padre, che è guardata con timore da tutti gli abitanti dell'isola, compreso il malvagio mago Pioppo. Pioppo lancia una maledizione su Tenar, che scappa insieme a Therru e viene soccorsa dal nuovo re di Terramare, il giovane Lebannen, protagonista insieme a Ged delle avventure narrate ne La spiaggia più lontana.
Ged, Tenar e Therru vivono assieme con serenità per qualche tempo, dopodiché sono costretti ad affrontare numerose sfide e traversie derivate all'ostilità di Pioppo e della popolazione nei confronti di Therru e Tenar. Alla fine, Therru convoca il drago Kalessin per salvare Tenar e Ged, che stanno per essere uccisi da Pioppo.